# Adélcia Barreto Pires
Adélcia Barreto Pires é uma defensora humanitária cabo-verdeana, causas infanto-juvenil e, foi uma consorte de Cabo Verde no período de 2001 à 2011, Fundadora da organização Infância Feliz, que cuida de crianças carentes em Cabo Verde, é também dirigente da organização Pioneiros Abel Djassi (OPAD).
Adélcia Pires é casado com o político Pedro de Verona Rodrigues Pires (ex-presidente cabo verdeano), com quem teve duas crianças Sara e Indira.